# Fred Lipsius
Fed Lipsius, es un saxofonista, pianista y arreglista de jazz, nacido en el Bronx, New York, el 19 de noviembre de 1943.

## Historial
Estudió en el Berklee College of Music (1961-1962), y tocó con algunos grupos locales antes de integrarse en la banda de jazz rock, Blood, Sweat & Tears, con la que estuvo desde 1967 hasta 1972. Después, ha tocado con músicos como Cannonball Adderley, Thelonious Monk, Zoot Sims, Eddie Gómez, Al Foster, George Mraz, Larry Willis, Randy Brecker y muchos otros. Ha grabado más de 30 álbumes como acompañante o como líder y, desde 1984, es profesor titular de Berklee, en Boston.
En los años 1970 figuró asiduamente en los polls de mejores instrumentistas de las revistas Down Beat y Playboy, y ha compuesto un gran número de bandas sonoras para cine y televisión.